# آدام ناگایتیس

آدام ناگایتیس بازیگر انگلیسی

آدام متیو ناگایتیس (متولد ۷ ژوئن ۱۹۸۵) یک بازیگر انگلیسی است که بیشتر برای نقش خود به عنوان کورنلیوس هیکی در سریال تلویزیونی ترور ساختهٔ شبکه ای ام سی شناخته می‌شود. او همچنین نقش واسیلی ایگناتنکوی آتش‌نشان را در چرنوبیل بازی می‌کند.

## سنین جوانی و تحصیل
آدام ناگایتیس در چورلی، لانکاشر متولد شد. او در استودیوی بازیگری استلا آدلر در نیویورک و در آکادمی سلطنتی هنرهای دراماتیک در لندن تحصیل کرد.

## فیلم‌شناسی

### فیلم
| سال  | عنوان                       | نقش         |
| ---- | --------------------------- | ----------- |
| ۲۰۲۰ | ''باروت میلک شیک''          |             |
| ۲۰۱۸ | رفت‌وآمد                     | جیمی        |
| ۲۰۱۷ | مردی با قلب آهنین           | کارل کوردا  |
| ۲۰۱۵ | حق رای                      | آقای کامینز |
| ۲۰۱۴ | پیترمن (عنوان اصلی: در خون) | دیو         |
| ۲۰۱۴ | اینبیتوینرز ۲               | پیت         |
| ۲۰۱۴ | ۷۱                          | جیمی        |

### تلویزیون
| سال  | عنوان           | نقش               |
| ---- | --------------- | ----------------- |
| ۲۰۲۰ | سرود کریسمس     |                   |
| ۲۰۱۹ | چرنوبیل         | واسیلی ایگنانتنکو |
| ۲۰۱۸ | ترس             | کورنلیوس هیکی     |
| ۲۰۱۶ | پیاده‌روی نامرئی | برونول برونته     |
| ۲۰۱۶ | هودینی و دویل   | جورج گودت         |
| ۲۰۱۵ | از بین رفته     | خصوصی باکلی       |
| ۲۰۱۵ | کد قاتل         | ایان هنگامی که    |
| ۲۰۱۴ | دره شادی        | برت مک کیندریک    |

### رادیو
| سال  | عنوان                       | نقش               | کانال                 |
| ---- | --------------------------- | ----------------- | --------------------- |
| ۲۰۱۷ | بایگانی سازی                | بن                | بی‌بی‌سی رادیو ۴        |
| ۲۰۱۲ | خاطرات کریسمس               | جوزف              | بی‌بی‌سی رادیو ۴ اکسترا |
| ۲۰۱۲ | ۵۵ و بالاتر                 | سام               | بی‌بی‌سی رادیو ۴        |
| ۲۰۱۲ | ادای احترام به کاپیتان بتمن | راننده دِرِک / مربی | بی‌بی‌سی رادیو ۴        |
| ۲۰۱۲ | وای وای                     | جولین             | بی‌بی‌سی رادیو ۴        |